# 109ª Brigata di difesa territoriale
La 109ª Brigata autonoma di difesa territoriale (in ucraino 109-та окрема бригада територіальної оборони?, 109-ta okrema bryhada terytorial'noї oborony, unità militare А7037) è la principale unità delle Forze di difesa territoriale dell'Ucraina dell'oblast' di Donec'k, subordinata al Comando operativo "Est" delle Forze terrestri.

## Storia
Il 26 aprile 2018 è stato approvato dal consiglio dell'amministrazione regionale di Donec'k il programma per la creazione della brigata, con uno stanziamento totale di 23,6 milioni di grivnie. L'unità è stata costituita il 1º luglio dello stesso anno, comprendendo circa 3500 riservisti. Fra il 25 e il 27 settembre 2019 la brigata ha condotto le prime esercitazioni militari presso Bachmut.
L'unità è stata mobilitata in seguito all'invasione russa dell'Ucraina del 2022, prendendo parte alla battaglia di Mariupol' e alla difesa dell'acciaieria Azovstal', dove i resti di uno dei suoi battaglioni si sono arresi alle forze russe. Il 27 agosto 2022 ha ricevuto la bandiera di guerra da parte del comandante in capo delle Forze armate ucraine Valerij Zalužnyj. L'unità ha preso parte alla controffensiva ucraina nella regione di Cherson, e in seguito alla liberazione della sponda destra del Dnepr nel novembre 2022 è stata schierata a difesa della città di Bachmut, punto cruciale dell'azione offensiva russa in Donbass. Alla partire dalla fine del 2023 è stata impiegata a supporto della 47ª Brigata meccanizzata in difesa del villaggio di Stepove nel corso dell'offensiva russa contro Avdiïvka. In seguito alla caduta della città nel febbraio 2024 la brigata è stata ritirata verso nord, dove alla fine di aprile ha sostenuto la 115ª Brigata meccanizzata nei duri combattimenti dopo la conquista russa di Očeretyne. In quanto una delle più esperte brigate territoriali, all'inizio di giugno è stata parzialmente meccanizzata, ricevendo alcuni veicoli da combattimento BMP-1, facendo seguito alla 100ª e alla 127ª Brigata.

## Struttura
- Comando di brigata[13]
- 104º Battaglione di difesa territoriale (Bachmut, unità militare А7270)[14]
- 105º Battaglione di difesa territoriale (Volnovacha, unità militare А7271)[15]
- 106º Battaglione di difesa territoriale (Kramators'k, unità militare А7272)[16]
- 107º Battaglione di difesa territoriale (Mariupol', unità militare А7273)[17]
- 108º Battaglione di difesa territoriale (Mar"ïnka, unità militare А7274)[18]
- 109º Battaglione di difesa territoriale (Pokrovs'k, unità militare А7275)[19]
- Compagnia sistemi senza pilota "Muramasa"
- Unità di supporto

## Comandanti
- Colonnello Andrij Haldak (luglio 2018 - gennaio 2022)[20]
- Tenente colonnello Dmytro Steblin (gennaio 2022 - giugno 2022)[21]
- Colonnello Anatolij Vyšnevs'kyj (giugno 2022 - giugno 2024)[22]
- Tenente colonnello Oleh Šeršukov (giugno 2024 - aprile 2025)[23]
- Colonnello Dmytro Švec' (aprile 2025 - in carica)[24]